# Ruth Misener
Ruth Misener est professeure au département d'informatique de l'Imperial College de Londres. Ses recherches se portent sur le développement de logiciels et d’algorithmes d’optimisation pour les systèmes d’ingénierie et biomédicaux économes en énergie.

## Biographie
Misener obtient son baccalauréat en génie chimique au MIT en 2007. Elle part ensuite pour l'université de Princeton et y  prépare un Ph. D. sous la direction de Christodoulos Floudas (en), soutenu en 2012, avec une thèse intitulée « Novel Global Optimization Methods: Theoretical and Computational Studies on Pooling Problems with Environmental Constraints ». Elle a bénéficié d'une bourse de recherche universitaire de la Fondation nationale pour la science (NSF) des États-Unis. À Princeton, elle a reçu un prix récompensant l'excellence en enseignement.

## Recherche
En 2012, elle obtient une bourse de recherche de la Royal Academy of Engineering pour une formation postdoctorale auprès d'Efstratios N. Pistikopoulos (en) à l'Imperial College de Londres. Misener travaille dans le groupe Computational Optimization de l'Imperial College, où elle s'intéresse à l'optimisation des bio-procédés et à la conception de réseaux de processus pétrochimiques. Elle collabore avec l'industrie, notamment pour ExxonMobil en tant qu'« amie universitaire »,.
En 2017, elle obtient un Early Career Fellowship du Engineering and Physical Sciences Research Council (en) (EPSRC) pour le « développement de logiciels pour de nouvelles recherches en ingénierie ». L'objectif de cette bourse est de soutenir le développement de « nouveaux logiciels d'aide à la décision construisant et déployant des outils d'optimisation de processus de nouvelle génération ». En 2022, elle obtient une des chaires de recherche BASF / Royal Academy of Engineering en optimisation basée sur les données.
Elle est coauteur de plusieurs outils logiciels ouverts pour l'optimisation globale, notamment :
- APOGEE (mutualisation)[11] ;
- GloMIQO (programmation quadratique à contraintes quadratiques en nombres entiers mixtes)[12] ;
- ANTIGONE (programmation non linéaire en nombres entiers mixtes)[13].

Elle est directrice de la division Computing & Systems Technology de l'American Institute of Chemical Engineers.

## Prix et distinctions
- 2013 : Prix du meilleur article du Journal of Global Optimization[15].
- 2014 : Lauréate du  W. David Smith Graduate Student Paper Award de l'American Institute of Chemical Engineers[16].
- 2017 : Médaille Sir George Macfarlane de la Royal Academy of Engineering pour l'excellence du début de carrière[17].
- 2017 : Jeune ingénieur de l'année du Engineers Trust de la Royal Academy of Engineering[18].
- 2017 : Elle figure dans la catégorie Innovation de la liste 35 Under 35 de l'American Institute of Chemical Engineers[19]. Elle a alors 32 ans.
- 2021 :  Howard Rosenbrock Prize 2021 [Best Paper Award], Optimization & Engineering, 2022
- 2022 : « Saville Lecturer », Saville Lectures, Princeton University’s Department of Chemical Engineering (consulté le 17 décembre 2023).
- 2023 : Lauréate du prix Roger-Needham.